# Independent Women’s Forum
The Independent Women’s Forum (IWF) — консервативная американская некоммерческая организация, занимающаяся вопросами экономической политики, представляющей интерес для женщин. IWF основана активисткой Розали Абеллой для продвижения «консервативной альтернативы феминистским принципам» после неоднозначного выдвижения кандидатуры Кларенса Томаса в Верховный суд в 1992 году.
Организация выступает за «справедливый феминизм». Этот термин впервые использован в IWF Кристиной Хофф Соммерс для разграничения «традиционного, классически либерального, гуманистического феминизма» от «гендерного феминизма», который, как она утверждает, выступает против гендерных ролей и патриархата.

## Происхождение и история
Организация основана в 1992 году Розали Зильберман, Анитой К. Блэр и Барбарой Олсон. Организация выросла из «Ad hoc» до организации «Женщины за судью Томаса», созданной для защиты Кларенса Томаса от обвинений в сексуальных домогательствах и других непристойностях. К 1996 году организация насчитывала около 700 членов, которые платили взносы и регулярно встречались за обедами, чтобы общаться и обмениваться идеями. Зильберман была первым президентом IWF; последующими лидерами были Нэнси Пфотенхауэр и Анита Блэр. Нынешний президент организации — Кэрри Лукас. В 2006 году организация насчитывала 20 337 членов и их бюджет составлял 1,05 млн долларов.

## Оппозиция другим феминистским идеям
IWF выступает против большинства основных феминистских позиций, описывая их как «радикальный феминизм». Деятели, связанные с IWF, утверждают, что гендерный разрыв в доходах существует из-за большего спроса со стороны женщин на гибкость рабочего графика, меньшего количества рабочих часов и меньшего числа командировок, а не из-за сексизма.
IWF также утверждает, что феминистки создают законодательство о домашнем насилии, которое «вводит в заблуждение, потому что оно основано на идее феминистской идеологии».
Некоторые авторы утверждают, что «феминистская риторика» используется в IWF исключительно для антифеминистских целей.

## Внутренняя политика и программы

### Политиказдравоохранения США
В 2009 году IWF выпустила политическую рекламу на YouTube и в 8 штатах, утверждая, что «300 000 американских женщин с раком молочной железы могли умереть», если бы здравоохранение США не профинансировало лечение.

### Введение «Раздела IX»
IWF присоединились к организации «National Wrestling Coaches Association», вместе с которой им удалось уговорить «Министерство образования США» и «Министерство внутренних дел США» принять закон «Раздел IX» о гендерном равенстве. Закон «Раздел IX» 1972 года гласил: «Ни один человек в Соединенных Штатах не может быть исключён по признаку пола из участия в программе, лишён её преимуществ или подвергнут дискриминации в рамках любой образовательной программы или вида деятельности, получающего федеральную финансовую помощь».

## Финансирование
IWF спонсировали 6 организаций: «Donors Trust», «John William Pope Foundation», «The Lynde and Harry Bradley Foundation», «The Scaife Foundations», «The Randolph Foundation», «The John M. Olin Foundation».

## Международные программы
С момента своего основания, IWF спонсировала многочисленные конференции, дискуссии и другие программы, призванные донести информацию до международной аудитории. В первую очередь — это мероприятия, обсуждаемые и проводимые в странах Ирака и Афганистане, направленные на содействие возможности участия женщин в демократии.
IWF также принимала участие в международных женских программах и всевозможных инициативах. К примеру, «весной 2002 года президент IWF, Нэнси Пфотенхауэр, была назначена Джорджем Бушем (президентом США) делегатом комиссии ООН по положению женщин».
В октябре 2004 года «Фонд феминистского большинства» выступил против решения Государственного департамента США присудить часть гранта IWF.